# Peter Carl Fabergé
Peter Carl Fabergé, de nom complet Péter Karl Gústavovitx Fabergé (rus: Пе́тер Карл Гу́ставович Фаберже́) (30 de maig de 1846 - 24 de setembre de 1920), fou un joier rus, famós pels ous de Fabergé, basats en els ous de Pasqua, però fabricats fent servir metalls preciosos i gemmes.

## Biografia
L'any 1870 passa a ser el responsable de l'empresa familiar de joieria a Sant Petersburg. Amb una excel·lent reputació com a dissenyador, treballava amb pedres precioses, semiprecioses i metalls, i realitzava dissenys de diferents estils, com el rus antic, grec, renaixentista, barroc, Art Nouveau, naturalista i caricaturesc.
Les seves obres van ser exposades en l'Exposició Panrusa de Moscou de 1882 i van rebre la medalla d'or. Va rebre el nomenament d'orfebre i joier de la Cort Imperial Russa i de moltes altres monarquies europees. Va fabricar joies amb forma d'Ous de Pasqua d'or i esmalt, animals en miniatura, calzes, bomboneres i altres objectes.

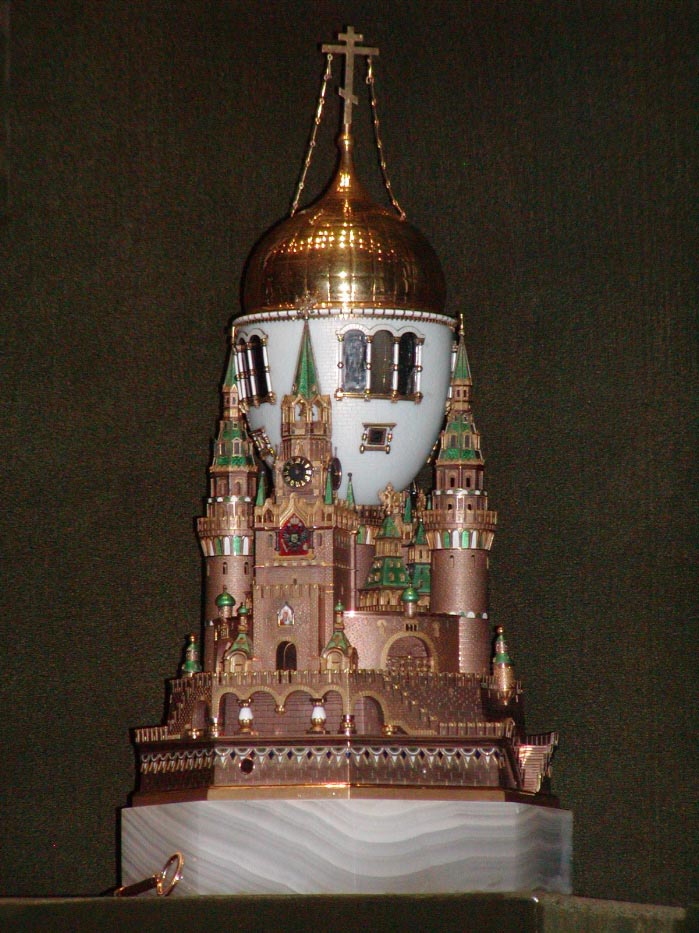
Ou del Kremlin

Per la Pasqua de 1883, el Tsar Alexandre II, li va encarregar a Fabergé la construcció d'un ou per regalar-li a la seva dona, la tsarina Maria. El regal va consistir en un ou amb pela de platí que en contenia a dins un de més petit d'or. En obrir-se aquest últim, s'hi trobava una gallina d'or en miniatura que tenia sobre el cap una rèplica de la corona imperial russa. Aquest particular Ou de Pasqua li va agradar tant a l'emperadriu que el tsar li va ordenar a Fabergé que en realitzés un de nou per cada Pasqua.
Onze van ser en total els ous que Alexandre II li va regalar a la seva dona. Després, el seu fill Nicolau II va continuar amb aquesta tradició i va manar de realitzar-ne uns altres per regalar-li a la seva dona i a la seva mare. Els cinquanta-set ous que va confeccionar la casa Fabergé tenien en el seu interior algun obsequi, rèplica en miniatura d'una de les pertinences dels tsars.
La Revolució russa va acabar amb la firma.
Des de la Segona Guerra Mundial han sortit a subhasta sis d'aquestes obres d'art. El novembre de 1994 el Winter Egg (creat l'any 1913, i que es creia perdut fins a 1984) va aconseguir el rècord de 5.600.000 dòlars.
El 28 de novembre del 2007 un ou fabricat per Fabergé per a la família de banquers Rothschild, va assolir en una subhasta el preu rècord de 18 milions de US$.